# Slåtteshalstjärnen
Slåtteshalstjärnen är en sjö i Sollefteå kommun i Ångermanland och ingår i Ångermanälvens huvudavrinningsområde.